# Exchange-traded commodity
L'exchange-traded commodity (ETC) è un tipo di strumento finanziario derivato emesso da società veicolo (Special Purpose Vehicle, SPV) 
che consente un investimento diretto o derivato sulle materie prime.

## Italia
Al 30 maggio 2012 su Borsa Italiana risultavano negoziati 162 ETC correlate a indici di materie prime singole e aggregate. A marzo 2011 gli ETC negoziati erano 82.
Vengono negoziati sulla borsa di Milano nel mercato ETFplus nel segmento METC.
Il mercato ETF plus, grazie alla quotazione in tempo reale degli ETC, rende più facile l'accesso al mercato delle materie prime, in maniera semplice, trasparente e con potenziale elevata liquidità.